# Brückensprengungsdenkmal

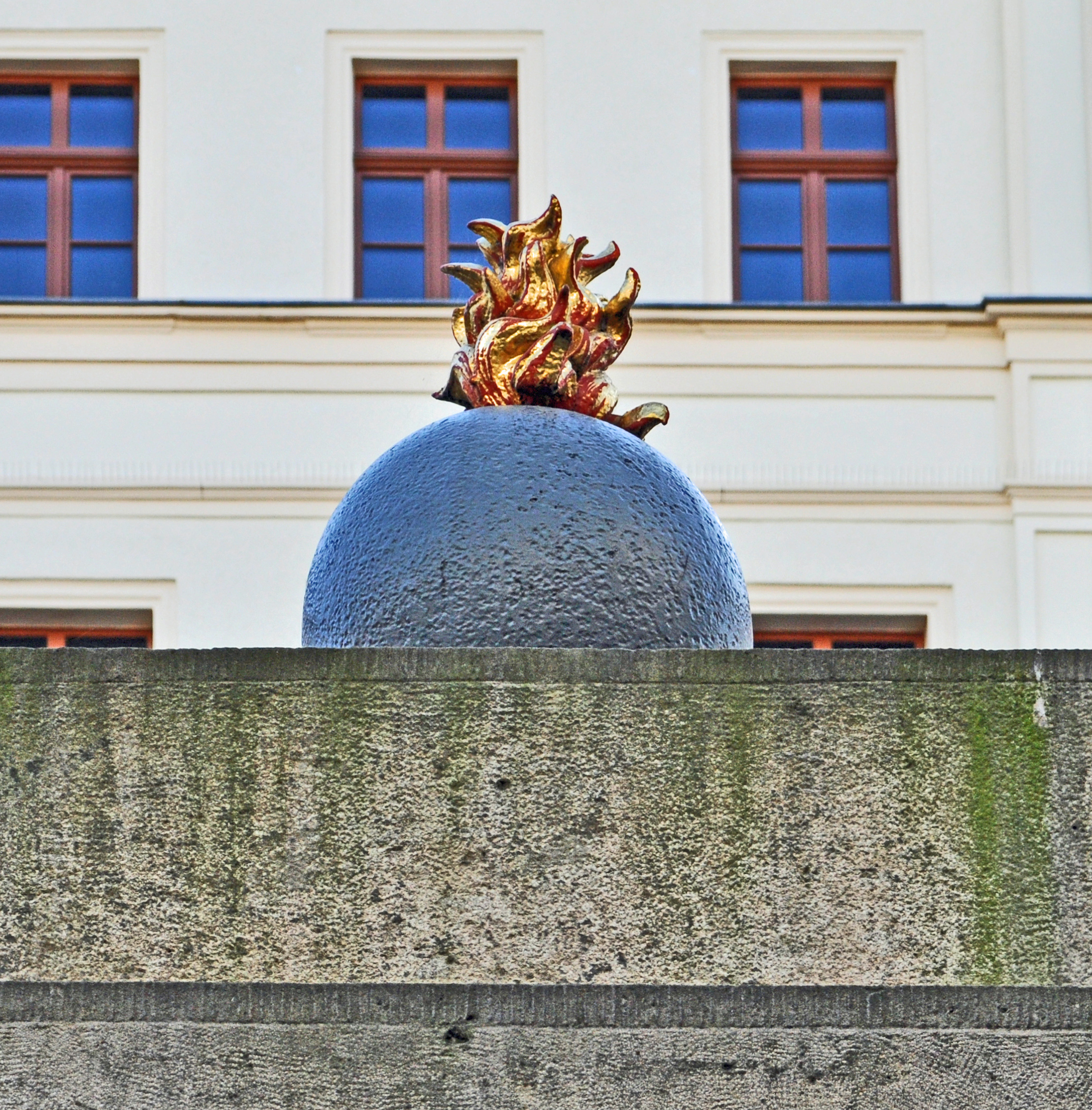
Grenade explosive avec flamme vacillante stylisée (2012)

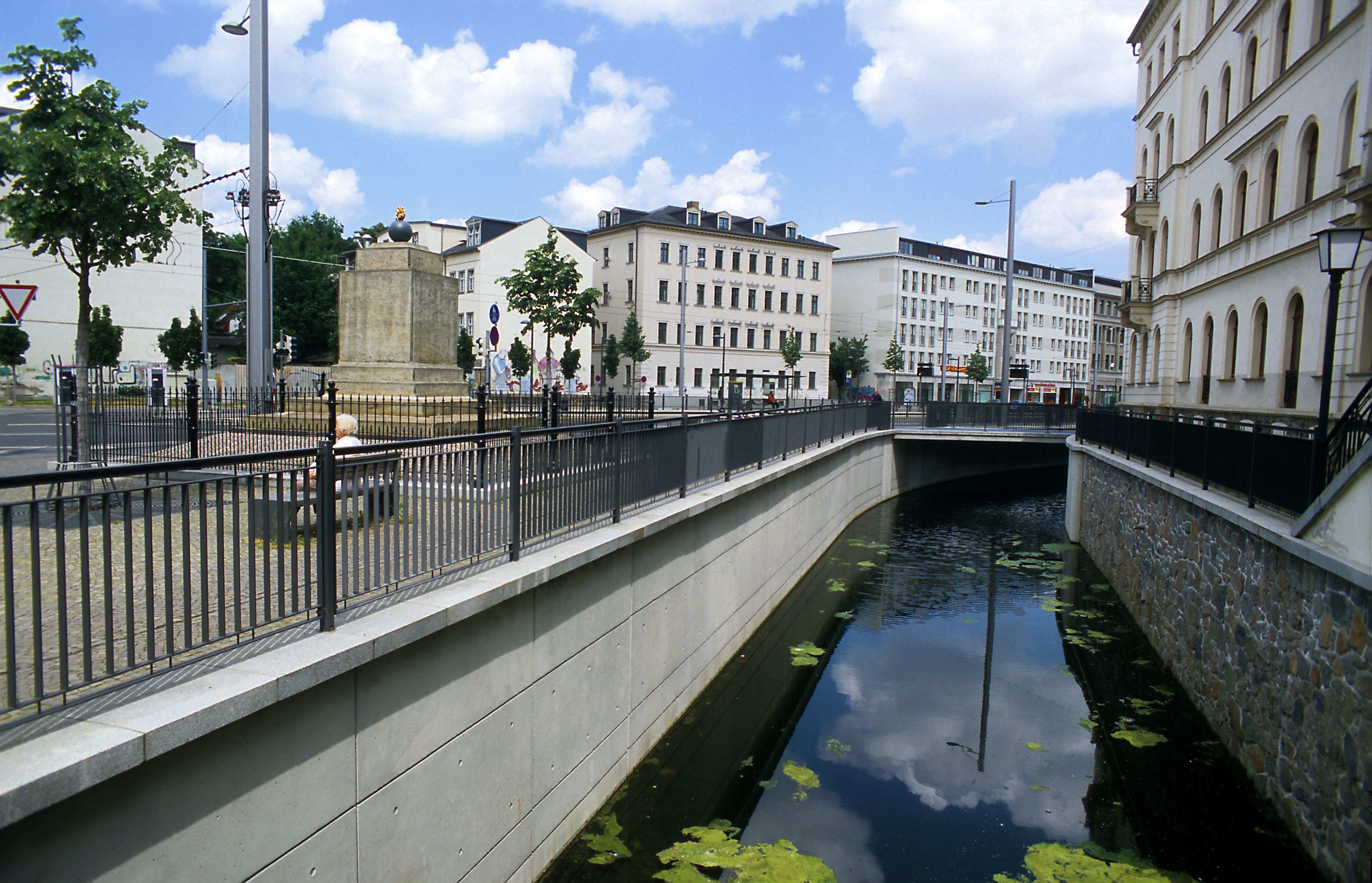
Le Elstermühlgraben, à gauche le Brückensprengungsdenkmal (2008)

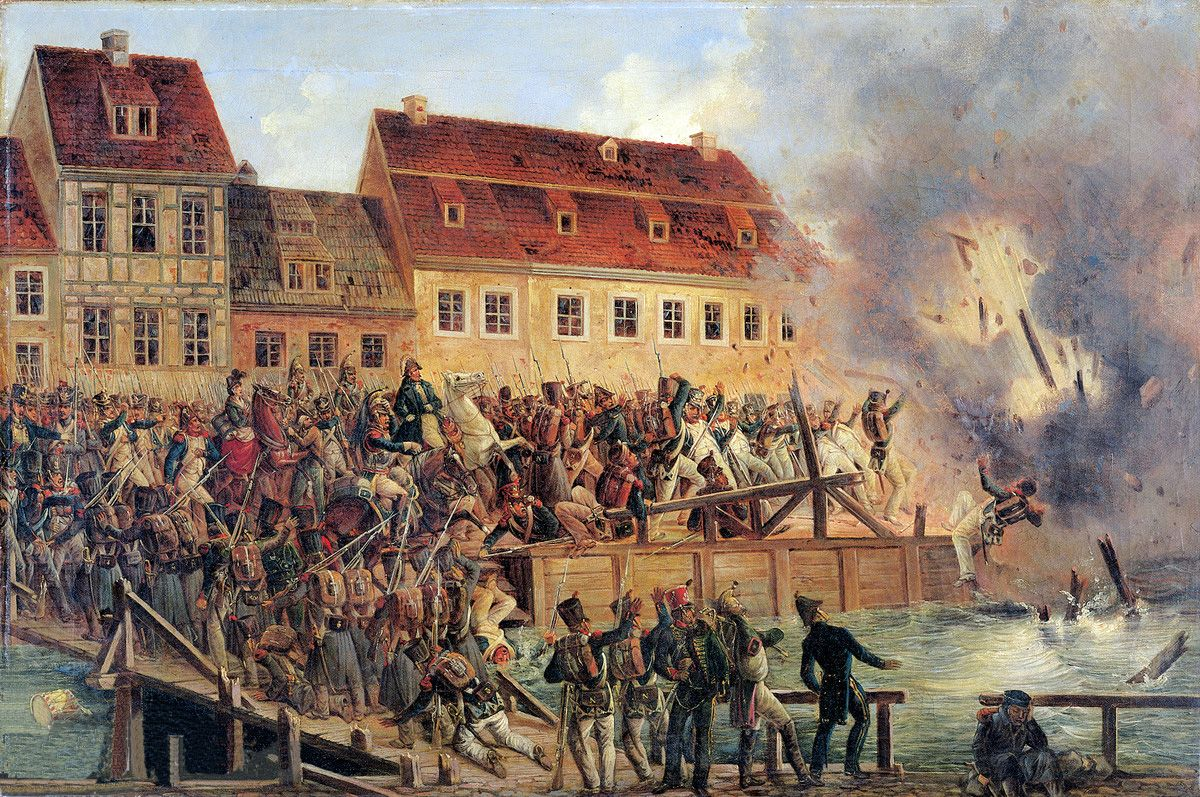
Démolition du pont de l'Elster le 19 octobre 1813, huile sur toile d'Ernst Wilhelm Straßberger (avant 1866)

Le Brückensprengungsdenkmal (en français: Monument de la destruction du pont sur l'Elster) commémore un événement de la Bataille de Leipzig. Il est situé dans l'arrondissement de Mitte à Leipzig en Allemagne sur l'actuel pont Funkenburg au-dessus de l'Elstermühlgraben et est un bâtiment classé.

## Description
Le mémorial est une base monumentale à plusieurs niveaux en grès et granit, couronnée à hauteur d'homme par une grenade explosive sphérique. Derrière le monument s'étend l'Elstermühlgraben, devant lui se trouve une zone paysagère à l'intersection de Ranstädter Steinweg / Thomasiusstraße / Jahnallee. Sur le socle en pierre faisant face à la rue se trouve l'inscription en allemand: "Le pont a été détruit lors de la retraite de l'armée française le 19 octobre 1813." Le boulet de canon est en fonte et présente une flamme vacillante stylisée. Dans le passé, 16 autres boulets de canon auraient été placés sur une marche autour de la base. Le monument est entouré d'une clôture en fer.

## Histoire du monument
Le monument a été inauguré par l'« Association pour la célébration du 19 octobre » (en allemand: Verein zur Feier des 19. October) le 19 octobre 1863, exactement 50 ans après les événements qu'il commémore,. La ville avait approuvé le projet et fourni gratuitement la zone requise. La condition préalable était qu’aucune inscription contre le peuple français ne soit apposée sur le monument,. Le monument est resté en place après 1945. Au début du 21e siècle, l'Elstermühlgraben a été découvert et la route a été reconstruite en conséquence. Dans ce contexte, le monument en grès a été démonté entre 2005 et 2006, entièrement restauré et reconstruit sur une zone nouvellement aménagée et conçue non loin de l'ancien site.

## Démolition du pont en 1813
Après la défaite de Napoléon et de ses alliés lors de la bataille des Nations près de Leipzig le 18 octobre 1813, les Français n'avaient qu'une seule voie possible pour leur retraite vers la Thuringe. C'était la route de Lindenau, qui passait sur un talus à travers un terrain fréquemment inondé. Juste derrière la porte extérieure Rannisches Tor des fortifications de la ville de Leipzig, la route passait sur le pont en pierre dit Elsterbrücke. Napoléon avait ordonné de le faire sauter pour empêcher toute poursuite par les Alliés ennemis. Cependant, le caporal responsable fit exploser la charge explosive prématurément par erreur, piégeant 20 000 Français à Leipzig et les empêchant de s'échapper. De nombreuses personnes se noyèrent en tentant de traverser à la nage la rivière, gonflée par de fortes pluies, y compris le général polonais Joseph-Antoine Poniatowski, qui combattait du côté français, ou furent faites prisonniers. Napoléon lui-même avait traversé le pont à cheval une demi-heure plus tôt.